# توماس دوغلاس بيرسي هولدن
توماس دوغلاس بيرسي هولدن هو سياسي أسترالي، ولد في 1859، وتوفي في 31 ديسمبر 1938 في Ashfield, New South Wales ‏ في أستراليا. انتخب عضو المجلس التشريعي لنيوساوث ويلز ‏.